# Công tước Amalfi
Cộng hòa Amalfi thời Trung cổ vào thế kỷ 10 và 11 được cai trị bởi một loạt công tước (tiếng Latinh: duces), đôi khi được gọi dogi (số ít là doge tức quan tổng trấn) tương tự với Cộng hòa Venezia, một nước hàng hải đối địch vào thời đó. Trước khi lãnh địa của công tước chính thức được thành lập vào năm 957 đã có hàng loạt patrikios nắm quyền cai trị. Công quốc Amalfi là một trong những nước cộng hòa hàng hải đầu tiên nổi tiếng khắp vùng Địa Trung Hải, một thành phố thương mại sánh ngang với các thành phố miền bắc Ý. Dưới đây là danh sách lãnh đạo của xứ này.

## Nhà cai trị ban đầu

### Quận trưởng (839–914)
Thời kỳ quận trưởng không rõ. Nhà lãnh đạo được bầu đầu tiên ở thành phố là một viên quận trưởng (839).
- 839–860 Marinus
- 860 Sergius (I)
- 860 Maurus
- 866–k. 870 Marinus, lần nữa
- 866–879 Pulcharius
- 879–898 Stephen
- 898–914 Manso (I)

### Patrikios (914–957)
Thời kỳ của các patrikios (hay pháp quan) chưa rõ. Số lượng nhà cai trị của Amalfi thường bắt đầu một lần nữa với chức pháp quan. Mastalus được bầu giữ chức pháp quan ngay khi ông lên kế nhiệm vào năm 914.
- 914–953 Mastalus I
  - 920–931 Leo
  - 939–947 John (I)
- 953–957 Mastalus II

### Công tước độc lập (957–1073)
Mastalus được bầu làm công tước vào nhiệm kỳ tới nhưng lại mất vào năm sau. Sau đó đã mở ra một triều đại mới. Nó cai trị liên tục trong suốt 115 năm, ngoại trừ trong giai đoạn 1039–1052, khi công quốc bị công tước xứ Salerno chinh phục.
- 957–958 Mastalus II
- 958–966 Sergius I (II)
- 966–1004 Manso I (II), còn là Thân vương Salerno (981–983)
  - 984–986 Adelfer, chống đối Manso
- 1004–1007 John I (II), còn là Thân vương Salerno (981–983)
- 1007–1028 Sergius II (III)
- 1028–1029 Manso II (III) với 
  - 1028–1029 Maria, mẫu thân của Manso II
- 1029–1034 John II (III)
- 1034–1038 Manso II (III), lần nữa (với Maria)
- 1038–1039 John II (III), lần nữa (với Maria)
- 1039–1052 Guaimar I, còn là Thân vương Salerno (1027–1052)
  - 1043–1052 Manso II (III), lần nữa
  - 1047–1052 Guaimar II, con trai, đồng cai trị với phụ thân
- 1052–1069 John II (III), lần nữa
- 1069–1073 Sergius III (IV)
- 1073 John III (IV)

### Người Norman thống trị
Amalfi lại bị người Norman dưới thời Robert Guiscard, công tước Apulia xâm chiếm. Vào lúc ấy, con trai của ông là Guy được phong làm công tước. Tuy nhiên, Amalfi lại nổi dậy hai lần, một lần bầu cử vị cựu Thân vương Salerno là Gisulf, và một lần bầu cử một người Napoli thuộc gia tộc của công tước.
- 1088–1089 Gisulf, còn là Thân vương Salerno (1052–1078)
- 1096–1100 Marinus Sebastus

Một người tên Manso nào đó đã nắm quyền cai trị Amalfi—và cho đúc tiền xu riêng của mình tại đây—với danh hiệu vicedux (phó công tước) thỉnh thoảng từ năm 1077 đến 1096, có lẽ hầu hết nằm dưới thời kỳ của con trai Robert là Roger Borsa. Manso đã công nhận cương vị bá chủ của Norman và có thể là do họ bổ nhiệm lấy.

### Công tước Napoli (1388–1673)
Danh hiệu "Công tước Amalfi" (Duca di Amalfi trong tiếng Ý) được hồi sinh ở Vương quốc Napoli vào cuối thế kỷ 14. Nó được trao lại cho Piccolomini vào năm 1461.
- 1398–1405 Venceslao Sanseverino, còn là bá tước Tricario và Chiaromonte, và công tước Venosa
- 1405–1438 Giordano Colonna
- 1438–1459 Raimondo II del Balzo Orsini, còn là Thân vương Salerno (mất 1459)
- 1461–? Antonio Todeschini Piccolomini
- ?–1498 Alfonso I Piccolomini, có vợ là nhân vật chính trong vở kịch Nữ Công tước Malfi
- 1498–? Alfonso II Piccolomini
- ?–1575 Cesare I Gonzaga
- 1584–1632 Ferrante II Gonzaga
- 1632–1656 Ottavio Piccolomini
- 1656–1673 Enea Silvio Piccolomini

### Công tước Tây Ban Nha
Vào thế kỷ 20 tước hiệu Duque de Amalfi được hồi sinh bởi vua Alfonso XIII của Tây Ban Nha:
- 1902-1912 Fulgencio Fuster y Fontes
- 1912-1945 Antonio de Zayas y Beaumont
- 1945-1959 Luis Moreno y Zayas
- 1959-1996 María del Carmen Cotoner y Cotoner
- 1996-2004 Íñigo Seoane y Cotoner
- 2004-present Íñigo Seoane García